# 孫處玄
孙处玄（?—?），润州江宁（今江苏省南京市）人，唐朝官员。
武则天长安年间，征为左拾遗。善写文章，有诗名。曾恨天下无书，以广新文。唐中宗神龙初年，桓彦范等担任宰相，孙处玄给他们写信，论时事得失，桓彦范不用其言，孙处玄于是去官还乡。唐玄宗开元初年，润州刺史李濬上表推荐孙处玄学行著名，孙处玄称病不起，病故。

## 延伸阅读
[在维基数据编辑]
 《舊唐書/卷192》，出自刘昫《舊唐書》